# Ein plötzlicher Todesfall
Ein plötzlicher Todesfall (Originaltitel: The Casual Vacancy) ist ein Roman von Joanne K. Rowling, der am 27. September 2012 im Carlsen-Verlag erschien.

## Überblick
Der Roman handelt von Gemeinderatsmitglied Barry Fairbrothers plötzlichem Tod, der die Bürger der (fiktiven) englischen Kleinstadt Pagford schockiert. Die nun freigewordene Stelle schafft Stoff für die größte Auseinandersetzung, die die Stadt je erlebt hat.

## Inhalt
Die Geschichte beginnt mit dem plötzlichen Tod von Barry Fairbrother, Gemeinderatsmitglied und Rudertrainer an einer Schule. Erzählt werden die darauffolgenden Erlebnisse seiner Bekannten und ihrer Familien. Mehrere Töchter und Söhne dieser Familien verschaffen sich mit Hilfe der SQL-Injection anonymen Zugang zur lokalen Nachrichtenplattform der Gemeinde und verbreiten unangenehme Geheimnisse von Ratsmitgliedern und Kandidaten. Fairbrother war im Gemeinderat Fürsprecher der lokalen Drogenklinik und des heruntergekommenen Siedlungsgebiets the Fields, aber die Neuwahl verschiebt die politischen Gewichte zuungunsten der Klinik und der Siedlung. In den Fields lebt die 16-jährige Krystal Weedon, die der Unterschicht angehört, aber erfolgreiches Mitglied von Fairbrothers Ruderteam war.

## Wichtige Personen
- Barry Fairbrother: Fairbrother stammt aus dem Siedlungsgebiet the Fields, hat sich aber hochgearbeitet und ist – außer bei seinen politischen Gegnern – allseits beliebt. Er ist Mitglied im Gemeinderat von Pagford und stirbt zu Beginn der Erzählung an einem Aneurysma.
- Mary Fairbrother: Die Ehefrau von Barry spielt nur eine Nebenrolle.
- Die Fairbrother-Kinder: Fergus, Niamh, Siobhan und Declan sind zwischen 12 und 18 Jahre alt und sind in der Erzählung nur Randfiguren.
- Gavin Hughes: Gavin ist der beste Freund von Barry. Er ist der Freund von Kay Bawden, umwirbt aber später Mary.
- Kay Bawden: Gavins Freundin ist vor kurzem aus London zugezogen. Vertretungsweise bearbeitet die Sozialarbeiterin den Fall Weedon.
- Gaia Bawden: Kays Tochter ist von dem Umzug aus London nicht begeistert. Sie nimmt einen Job bei den Mollisons an.
- Terri Weedon: Terri Weedon ist wegen Drogensucht in der lokalen Klinik in Behandlung. Sie lebt mit ihren Kindern Krystal und Robbie in den Fields.
- Krystal Weedon: Die 16-jährige Krystal ist ein Ruder-Champion in Fairbrothers Team. Sie versucht von Stuart Wall schwanger zu werden, um ein eigenes Haus in den Fields zugewiesen zu bekommen und ihren Bruder, Robbie, dem Einfluss ihrer Mutter zu entziehen.
- Colin „Pingel“ Wall, stellvertretender Schulleiter der örtlichen Schule. Er sieht sich als enger Freund von Barry. Er kandidiert für den vakanten Gemeinderatssitz und will Barrys Erbe in dessen Sinne fortführen. Er leidet unter Zwangsneurosen. Das Verhältnis zu seinem Adoptivsohn Stuart ist schlecht. Er wird Opfer von Anschuldigungen, die sein Adoptivsohn anonym publiziert.
- Tessa Wall: Ehefrau von Colin und Adoptivmutter von Stuart. Sie ist Vertrauenslehrerin an der Schule und hat regelmäßige Sitzungen mit Krystal Weedon. Sie leidet an Diabetes.
- Stuart Wall: Stuart, genannt Fats, ist der Adoptiv-Sohn von Tessa und Colin Wall. Er geht ein Verhältnis mit Krystal ein. Als Robbie ertrinkt, versteckt er sich.
- Andrew Price: Andrew ist der beste Freund von Fats. Er hat als erster die Idee mit der SQL-Injection, um seinen Vater Simon Price bloßzustellen und diesen so von einer Kandidatur für den Gemeinderat abzuhalten. Er ist in Gaia verliebt und nimmt einen Job bei den Mollisons an, um ihr nahe zu sein.
- Simon Price: Der Angestellte einer Druckerei hat regelmäßig Wutanfälle und misshandelt dann seine Frau Ruth sowie seine Kinder Andrew und Paul schwer.
- Parminder Jawanda: Ärztin und Mutter von Sukhvinder, die sie unter Druck setzt, genauso erfolgreich zu sein, wie ihre Geschwister. Sie ist Mitglied des Gemeinderates und unterstützt die Ziele von Barry, wenngleich durch das anonyme Posting behauptet wird, dies geschehe vor allem, weil sie in Barry verliebt gewesen sei.
- Sukhvinder Jawanda: Sukhvinders Familie gehört der Sikh-Religion an. Sie ist eine Außenseiterin in der Schule, wird aber die Freundin von Gaia. Sie versucht vergeblich Robbie vor dem Ertrinken zu retten.
- Howard Mollison: Verheiratet mit Shirley. Mollison ist Inhaber eines Feinkostgeschäfts. Gaia,  Sukhvinder und Andrew jobben bei ihm. Er führt die Mehrheit im Gemeinderat an und ist dort Gegner von Fairbrother.
- Shirley Mollison: Ehefrau von Howard, Mutter von Miles. Sie unterstützt Howard in all seinem Tun bedingungslos, bis sie von dessen Affäre mit seiner Geschäftspartnerin Maureen erfährt.
- Miles Mollison: Sohn von Howard und Shirley, Bruder von Pat und Ehemann von Samantha. Miles kandidiert für die Gemeinderatswahl und gewinnt diese schließlich mit großem Abstand. Er ist Rechtsanwalt und teilt sich die Kanzlei mit Gavin Hughes.
- Samantha Mollison: Ehefrau von Miles. Sie betreibt einen schlecht laufenden BH-Shop, hasst ihr Leben in Pagford, hat das Interesse an Miles verloren und vergöttert ein Mitglied der Lieblings-Boyband ihrer Tochter. Mit Miles‘ Mutter, Shirley, ist sie in gegenseitiger Abneigung verbunden. Sie scheint ein Alkoholproblem zu haben.
- Patricia „Pat“ Mollison: Tochter von Howard und Shirley, Schwester von Miles. Sie lebt in London und besucht Pagford anlässlich der Geburtstagsfeier ihres Vaters. Ihre Beziehung zu ihren Eltern ist aufgrund ihrer lesbischen Orientierung offensichtlich stark belastet. Sie rächt sich, indem sie Fats und Andrew von der Affäre zwischen ihrem Vater und Maureen erzählt.

## Deutsche Ausgaben
Die deutschen Ausgaben tragen den Titel Ein plötzlicher Todesfall. Wegen der Geheimhaltung des Inhalts mussten die Übersetzerinnen (Susanne Aeckerle, Marion Balkenhol) für ihre Arbeit eigens nach London reisen. Vom 8. bis zum 21. Oktober 2012 stand das Werk auf Platz 1 der Spiegel-Bestsellerliste.
- Ein plötzlicher Todesfall. Roman (Hardcover). Carlsen, Hamburg 2012, ISBN 978-3-551-58888-3 (576 S., Originaltitel: The Casual Vacancy. Übersetzt von Susanne Aeckerle, Marion Balkenhol).[4]
- Ein plötzlicher Todesfall. Roman (Taschenbuch). Ullstein, Berlin 2013, ISBN 978-3-548-28528-3 (576 S., Originaltitel: The Casual Vacancy. Übersetzt von Susanne Aeckerle, Marion Balkenhol).
- Ein plötzlicher Todesfall. Roman (E-Book). Ullstein, Berlin 2013, ISBN 978-3-8437-0516-5.
- Ein plötzlicher Todesfall. Hörbuch (gelesen von Christian Berkel, 16 CDs, Länge: 19 Std. 7 Min.), Der Hörverlag, München, 2012, ISBN 978-3-86717-974-4

## Rezension
Lev Grossman vom Time Magazine schrieb in seiner Buchbesprechung: „Es ist ein großer, ambitionierter, brillanter, profaner, lustiger, tief bewegender und bedeutender Roman des derzeitigen Englands, reich an literarischer Intelligenz und bar jeden Bullshits.“ (It’s a big, ambitious, brilliant, profane, funny, deeply upsetting and magnificently eloquent novel of contemporary England, rich with literary intelligence and entirely bereft of bullshit.)
The Guardian schrieb, „The Casual Vacancy ist kein Meisterwerk, aber es ist überhaupt nicht schlecht: intelligent, handwerklich perfekt und oftmals lustig.“ (The Casual Vacancy is no masterpiece, but it's not bad at all: intelligent, workmanlike, and often funny.)
Das Wall Street Journal schrieb in seiner positiven Besprechung: „Wenn man sich erst einmal mit den Mileses und Simons vertraut gemacht hat und sich die Ereignisse entwickeln, liest es sich sehr flüssig. ‚The Casual Vacancy‘ ist vielleicht nicht George Eliot, aber es ist J. K. Rowling, und das ist ziemlich gut.“ (Once you get your Mileses and Simonses straight and events begin to unfurl, it becomes a positively propulsive read. "The Casual Vacancy" may not be George Eliot, but it's J.K . Rowling; and that’s pretty good.)
Die Los Angeles Times kritisierte das Buch und bemängelte, es gelinge ihm nicht, „die Magie Harry Potters heraufzubeschwören“ (Fails to conjure Harry Potter’s magic).
Michiko Kakutani bezeichnete den Roman gegenüber Rowlings Harry-Potter-Reihe als unvorteilhaft und sagte: „Man hat nach der Lektüre weder das Gefühl, die Hintergrundgeschichte der Vacancy-Figuren ebenso detailliert zu kennen wie die von Harry und seinen Freunden und Feinden, noch beenden wir den Roman mit einem Insider-Wissen, wie ihre Vergangenheit und die ihrer Familien sich auf ihr gegenwärtiges Leben ausgewirkt hat.“ (We do not come away feeling that we know the back stories of the “Vacancy” characters in intimate detail the way we did with Harry and his friends and enemies, nor do we finish the novel with a visceral knowledge of how their pasts — and their families’ pasts — have informed their present lives.)
Positive Besprechungen wurden von den Rezensenten der Associated Press und des Daily Beast erstellt, wobei letzteres bemerkte, das Buch sei ein page turner.

## Verfilmung
Anfang 2015 wurde „Ein plötzlicher Todesfall“ als dreiteilige Fernsehserie zum Roman im britischen Fernsehen ausgestrahlt und im Juni 2015 auf DVD veröffentlicht.